# Wattignies
Wattignies település Franciaországban, Nord megyében. Lakosainak száma 15 756 fő (2022. január 1.). Wattignies Emmerin, Faches-Thumesnil, Lille, Loos, Noyelles-lès-Seclin, Seclin és Templemars községekkel határos.

## Népesség
A település népessége az elmúlt években az alábbi módon változott:
| Lakosok száma | 14 179 | 14 295 | 14 665 | 14 549 | 14 736 | 15 075 | 15 372 | 15 531 | 15 756 |
|               | 2013   | 2015   | 2016   | 2017   | 2018   | 2019   | 2020   | 2021   | 2022   |